# Cassipourea schizocalyx
Cassipourea schizocalyx är en tvåhjärtbladig växtart som beskrevs av Nicholas Edward Brown. Cassipourea schizocalyx ingår i släktet Cassipourea, och familjen Rhizophoraceae. Inga underarter finns listade i Catalogue of Life.